# Hypochaeris incana
Espèce
Classification APG II (2003)
Hypochaeris incana est une espèce de plantes à fleurs de la famille des Asteraceae.
C'est une plante herbacée. On la trouve en Argentine et au Chili.